# Rue Pauly
Pour les articles homonymes, voir Pauly.
La rue Pauly est une voie du 14e arrondissement de Paris, en France.

## Situation et accès
La rue Pauly est une voie publique située dans le 14e arrondissement de Paris. Elle débute au 153, rue Raymond-Losserand et se termine au 16, rue des Suisses.

## Origine du nom
Cette voie est nommée d'après le nom de la propriétaire des terrains, Mme Vieillard, née Pauly, sur lesquels elle a été ouverte.

## Historique
La voie est ouverte en 1883 sous sa dénomination actuelle et est classée dans la voirie de Paris par arrêté municipal du 10 octobre 1977.